# Der Lauscher
Der Lauscher ist eine frühneuzeitliche Zeitschrift, die 1786 in Berlin in 12 Heften erschien.
Das Werk erschien wöchentlich ohne präzise Jahresangabe jeweils sonnabends bei dem Berliner Buchdrucker Peter Bourdeaux, der Umfang je Heft, als Stück bezeichnet, beträgt 16 Seiten im Kleinformat. Als pseudonymisierte Autoren werden „Der Lauscher“ selbst, „Blumbach“ und „Timon“ genannt. Bourdeuax hatte um diese Zeit mehrere anonyme Werke gedruckt. Inhaltlich beschäftigte sich das Periodikum mit Berliner gesellschaftlichen Themen in Form von Glossen.
Die gesamte Ausgabe wurde im Rahmen des VD 18-Programmes digitalisiert. Die Anonymität der bisher drei genannten Personen wurde bisher nicht aufgedeckt. Bisher fand keine sprachanalytische oder geisteswissenschaftliche Analyse der Texte statt, die Hefte fanden jedoch auch außerhalb Berlins Verbreitung.